# Gaius Octavius
Gaius Octavius, född omkring 100 f.Kr. i Velitrae, död 59 f.Kr. i Nola, var en romersk politiker. Han var far till Augustus.

## Biografi
Gaius Octavius härstammade från en förmögen equites-familj. Omkring år 70 f.Kr. blev han quaestor efter att ha varit militärtribun vid två tillfällen. År 61 f.Kr. utnämndes han till praetor och året därpå till prokonsul, det vill säga ståthållare, i Makedonien. Innan han tillträdde ståthållarskapet, gav senaten honom i uppgift att kväsa ett slavuppror i Thurioi. Gaius Octavius besegrade slavarna och fick då ge sin unge son Thurinus som cognomen. I Makedonien bekämpade han bland annat de thrakiska besserna; hans armé utropade honom senare till imperator. Då Gaius Octavius hade haft en lyckosam tid som ståthållare i Makedonien, kom han ifråga om att väljas till konsul. Under färden till Rom avled han i Nola.